# Casa del Sol (Cáceres)
Pour les articles homonymes, voir Sol.
 (octobre 2021).
La Casa del Sol (Maison du Soleil), ou Casa de los Solis, est une des constructions notables de l'enceinte historique de Cáceres en Espagne,.
Maison-forteresse de style gothique, elle a été construite au XVe siècle et modifiée au XVIe siècle. L'élément le plus significatif de la façade est le blason familial, un soleil à visage humain duquel partent 16 rayons, 8 d'entre eux mordus par des têtes de serpent, tout cela couronné par un heaume. 
Actuellement, l'édifice abrite quelques importantes archives avec des documents sur l'Amérique et les Philippines, recueillis par les pères du Précieux Sang.